# Aeródromo de Wards
O Aeródromo de Wards foi um aeródromo durante a Segunda Guerra Mundial localizado perto de Port Moresby, na Papua-Nova Guiné. Construído pelo Esquadrão de Construção de Aeródromos N.º 5 da Real Força Aérea Australiana, este aeródromo foi abandonado depois da guerra depois de ser extensivamente usado pelos australianos e pela Quinta Força Aérea entre 1942 e 1945. Era conhecido pelos norte-americanos como o 5 Mile Drome.